# Jack Osbourne
Jack Joseph Osbourne (ur. 8 listopada 1985 w Londynie) - osobowość telewizyjna, syn wokalisty heavymetalowego Ozzy'ego Osbourne'a.

## Życiorys
Jest synem wokalisty heavymetalowego Ozzy'ego Osbourne'a i jego żony Sharon Osbourne. W wieku 8 lat zdiagnozowano u niego dysleksję. W swoje 13 urodziny Osbourne upił się po raz pierwszy whisky; gdy miał 14 lat, wpadł w alkoholizm i zaczął palić marihuanę. Z powodu uzależnienia od alkoholu i narkotyków przeszedł odwyk. Ukończył studia licencjackie z komunikacji masowej i marketingu. Chcąc sprawdzić swoją wytrzymałość fizyczną i psychiczną wystąpił w serialu: Jack Osbourne: Maniak adrenaliny.

## Publikacje
- Jack Osbourne, 21 Years Gone: The Autobiography, 2006, Trans-Atlantic Publications, Inc., ISBN 978-0-230-01432-9
- Rodzina Osbourne, Ordinary People: Our Story, 2004, MTV, ISBN 978-0-7434-6620-2

## Filmografia
- We Sold Our Souls for Rock 'n Roll (2001, film dokumentalny, reżyseria: Penelope Spheeris)[8]